# صفنات بانيه
صفنات بانيه (العبرية التوراتية Ṣāfnaṯ Paʿnēaḫ) ، (بالإغريقية: Ψονθομφανήχ)‏ بسونثومفانيش هو الاسم المعطى من قبل فرعون لسيدنا يوسف في سفر التكوين السرد (Genesis 41:45).
قد يكون الاسم من أصول مصرية، فكلمة Ꜥnḫ «تعنى الحياة» وقد يكون بمعنى الرجل الذي كُشفت له الأسرار